# Sirin labs
Sirin labs és una empresa suïssa del sector de telecomunicacions que fabrica telèfons mòbils i programari associat d'altes prestacions quant a seguretat de dades. Fou creada el 2014 i la seva seu és a Schaffhausen, Suïssa.

## Productes
L'any 2017: sistema operatiu Shield OS i telèfon intel·ligent FINNEY.
L'any 2018: primer telèfon amb tecnologia Blockchain.

## Propietats
- Sistema operatiu basat en Android.
- Sistema de protecció de dades d'alta seguretat mitjançant un sistema d'encriptació basat en Blockchain amb la tecnologia Tangle IOTA.